# Erigeron byei
Erigeron byei là một loài thực vật có hoa trong họ Cúc. Loài này được S.D.Sundb. & G.L.Nesom mô tả khoa học đầu tiên năm 1990.